# Karl Mööl
Karl Mööl (ur. 4 marca 1992 w Tallinnie) – estoński piłkarz, grający na pozycji pomocnika.

## Kariera klubowa
Mööl całą dotychczasową karierę piłkarską spędził w rodzinnym kraju. Grał w takich klubach jak Tallinna Kotkad, Flora Tallinn, Valga Warrior, Viljandi Tulevik i FC Kuressaare. Przed rozpoczęciem sezonu 2014 przeniósł się do Nõmme Kalju.

## Kariera reprezentacyjna
W reprezentacji Estonii zadebiutował 8 listopada 2012 roku w towarzyskim meczu przeciwko Omanowi. Na boisku przebywał do 46 minuty meczu
| Mecze i gole w reprezentacji | Mecze i gole w reprezentacji | Mecze i gole w reprezentacji | Mecze i gole w reprezentacji | Mecze i gole w reprezentacji | Mecze i gole w reprezentacji | Mecze i gole w reprezentacji |
| #                            | Data                         | Stadion                      | Rywal                        | Wynik                        | Gol                          | Rozgrywki                    |
| 2012                         | 2012                         | 2012                         | 2012                         | 2012                         | 2012                         | 2012                         |
| ---------------------------- | ---------------------------- | ---------------------------- | ---------------------------- | ---------------------------- | ---------------------------- | ---------------------------- |
| 1.                           | 08.11.2012                   | Maskat, Oman                 | Oman                         | 2:1                          | 0                            | towarzyski                   |